# ريكس بارنز
ريكس بارنز هو سياسي كندي، ولد في 4 يونيو 1959 في كندا. حزبياً، نشط في حزب المحافظين الكندي والحزب الكندي التقدمي المحافظ. وقد انتخب عضو مجلس العموم الكندي عن دائرة Gander—Grand Falls ‏ (2002 – 2004).